# Kakiage
Le kakiage (かき揚げ, 掻き揚げ ou かきあげ) est une friture de légumes. Généralement, on utilise des oignons, des carottes ou des haricots verts émincés, mélangés avec de la farine, un peu d'eau et du sel. On forme des galettes et on les fait frire. On peut aussi ajouter des fruits de mer comme les crevettes ou les huîtres. Ce mets se consomme avec la même sauce que les tempuras.